# Костадинов, Эмил
Эмил Любчов Костадинов (болг. Емил Любчов Костадинов; род. 12 августа 1967, София) — болгарский футболист, игравший на позиции форварда и крайнего полузащитника, полуфиналист чемпионата мира 1994 года. Забил два гола в последнем отборочном матче в ворота сборной Франции, которые вывели Болгарию на чемпионат мира 1994 года.

## Клубная карьера
Костадинов начал свою карьеру в софийском ЦСКА. В конце 1980-х он сформировал результативную связку с Христо Стоичковым и Любославом Пеневым. При Костадинове команда выиграла три чемпионата Болгарии и ещё три кубка страны. Также с ЦСКА он доходил до полуфинала Кубка обладателей кубков сезона 1988/89, где его команда с общим счётом 6:3 уступила будущему чемпиону, «Барселоне».
С 1990 по 1994 год он играл за «Порту», с которым дважды выиграл португальскую лигу и стал популярным среди португальских фанатов. В 1995 году, не закрепившись в «Депортиво Ла-Корунья», Костадинов перешёл в мюнхенскую «Баварию». Он дебютировал в Бундеслиге 18 февраля 1995 года в матче против «Бохума», «Бавария» выиграла со счётом 2:1. Его последний матч в Бундеслиге состоялся в следующем сезоне 18 мая 1996 года против «Фортуна Дюссельдорф», команды разошлись вничью 2:2. Также он дошёл с командой до финала Кубка УЕФА, где сыграл против «Бордо» и забил во втором матче, «Бавария» выиграла с общим счётом 5:1.
Позже Костадинов выступал за «Фенербахче», мексиканский «УАНЛ Тигрес», а затем вернулся в ЦСКА. Завершил карьеру в «Майнц 05», 7 ноября 1999 года он вышел на замену на 65-й минуте гостевого матча с «Рот-Вайсс Оберхаузен» вместо Свена Демандта, матч завершился безголевой ничьей и стал последним в карьере Костадинова.
После окончания карьеры в 2000—2001 годах Костадинов был исполнительным директором ЦСКА, а в 2002 году открыл менеджерское агентство «Футбол консулт».

## Международная карьера
На молодёжном уровне Костадинов сыграл на чемпионате мира 1985 года, забив два мяча. Он выступал за первую сборную Болгарии с 1988 по 1998 год, провёл 70 игр, в которых забил 26 мячей. За основную сборную он дебютировал 24 декабря 1988 года в матче против ОАЭ, его команда победила с минимальным счётом.
Костадинов стал всемирно известен благодаря матчу 17 ноября 1993 года против сборной Франции, проходившему в рамках заключительного тура европейской квалификации чемпионата мира 1994 года. Он оформил дубль в матче, забив второй гол на последней минуте и принеся болгарам победу 2:1, которая вывела сборную Болгарии на чемпионат мира и оставила без мундиаля французов. Второй гол был забит Костадиновым после того, как грубую ошибку совершил Давид Жинола, совершивший неудачный навес, а голевую передачу Костадинову отдал Любослав Пенев. Как потом выяснилось, и Костадинов, и его коллега по сборной Любослав Пенев въехали во Францию нелегально, без необходимых для этого виз. Их выручили игравшие во французском клубе «Мюлуз» Борислав Михайлов и Георгий Георгиев: Михайлов провёз обоих игроков в своей машине через пропускной пункт на французско-немецкой границе, который почти не охранялся.
После того, как Болгария смогла выйти на чемпионат мира 1994 года, он с командой дошёл до полуфинала мундиаля, снова играя в паре с Христо Стоичковым. Он сыграл все семь матчей, но не забивал.
Он также играл на Евро-96 и чемпионате мира 1998 года, на обоих турнирах Болгария не преодолела групповой этап. Он забил один гол на чемпионате мира 1998 года в группе в матче против Испании.

## Достижения
ЦСКА (София)
- Чемпион Болгарии: 1986/87, 1988/89, 1989/90
- Обладатель кубка Болгарии: 1985, 1987, 1988, 1989

«Порту»
- Чемпион Португалии: 1991/92, 1992/93
- Обладатель кубка Португалии: 1990/91, 1991/92

«Бавария»
- Обладатель кубка УЕФА: 1996

Сборная Болгарии
- Полуфиналист чемпионата мира: 1994 (4-е место)

Личные
- Футболист года в Болгарии: 1993
- Орден «Стара-планина» I степени (20 июля 1994 года)[6]
- Почётный гражданин Софии